# ワールド・チャンネル
ワールド・チャンネル（World Channel、ワールド（World）とも呼ばれ、全国展開ではPBSワールド（PBS World）と簡単に呼ばれる）は、アメリカ・WGBH教育財団が直営するデジタルマルチキャスト公共テレビネットワーク。 アメリカン・パブリック・テレビジョンと全国教育電気通信協会（National Educational Telecommunications Association）によって配給されており、科学、自然、ニュース、広報などのトピックをカバーする番組編成を特徴としている。番組編成は、エンティティ、及びWNETやWGBHなどの他のパートナーによって提供されます。これは主に、 PBSメンバーステーションのデジタルサブチャンネルで実行されます。

## 背景
2004年、ジョン・S・アンド・ジェームズ・L・ナイト財団は、放送がデジタルに変更され、放送局が複数のチャンネルを放送できるようになったため、公共放送ネットワークであるパブリック・スクエア（Public Square）を開発するためのPBS資金を提供した（パブリック・スクエアは、2000年代初頭に提案された市民シリーズに以前に付けられた名前でもあった）。ナイト財団は、2004年12月14日にデジタル・フューチャーズ・イニシアチブ・サミット（Digital Futures Initiative Summit）でこのネットワークを立ち上げるためのPBSへのチャレンジ助成金を発表した。PBSは、財団の助成金を受け取るために、助成金の2倍の金額を調達する必要がある。さらに、同財団は、同ネットワークで予定されている最初の番組のパイロット版のためにPBSに助成金を出した。その番組『グローバル・ウォッチ（Global Watch）』は、KCETとKQEDが共同制作する予定だった。パイロット版はPBSのナショナル・プログラム・サービス（National Program Service）で放映されたが、シリーズはパブリック・スクエアでのみ継続された。PBSはまた、パブリック・スクエアとワールドを一緒に折りたたむためにWGBHとWNETと話し合っていた。

## 歴史
WGBHとWNETは2004年にワールドを発展させていた。2005年12月までに、ボストンのWGBHとWNETは、サブチャンネルでワールドの放送を開始し、2006年4月のWETAによって追加された。サンフランシスコのKQEDも、2005年4月より前に独自のノンフィクションアンコールチャンネルの放送を開始した。WGBHとWNETに続いて、PBSと協力して、ローカルチャンネルの全国版をワールドとして展開した。放送局は、ネットワークを配給するために番組とPBSを適用する。2007年8月15日に全国的に開始された。フォード財団が最初の1年間、会社の投資費用に資金を提供し、PBSは独自の収益創出活動からいくらかの資金を提供した。2009年3月までに、ネットワークは引受人を確保するのに十分な放送範囲を欠いていた。同年7月1日、PBSは同チャンネルから撤退した。ITVSの『グローバル・ボイス（Global Voices）』を除いて、2009年9月までに、他の全てのチャンネルはネットワークを離れた。
2009年9月8日現在、ネットワークのオーバーホールが進行中である。CPBは、リニューアルのために研究開発し、費用をカバーするため、放送局は2011年6月までライセンスを支払う必要がない。ネットワークは2010年7月にリニューアルされ、ウェブサイトの刷新が同年7月1日に予定されており、さらに多くの展開が予定されている。リニューアルはまた、デジタル層チャンネルとして放送局を引き込み、より多くのケーブル加入者に直面した。ニールセン視聴率は、FCCによる幅の縮小を回避するために、チャンネル幅をより多く使用することで向上する。リニューアルサービスは、年齢の中央値が36歳のより多様な視聴者をターゲットにすることを計画していた。刷新されたワールドには、オンラインアクションと話題を生み出すための一貫性と個性のための毎月のテーマがあった。同チャンネルは、アーカイブ、映画祭、インディーズプロデューサーハブ、公共ラジオ、独立テレビジョンサービス（Independent Television Service）、リンクTV（Link TV）、MiND TV、マイノリティ・コンソーシアム（Minority Consortia）、ニュー・アメリカン・メディア（New American Media）、サンダンス・インスティテュート（Sundance Institute）、ユース・メディア・インターナショナル（Youth Media International）をレビューし、より多くの情報源に手を差し伸べている。同チャンネルは、配信を提供することにより、新しい低コストのコラボレーションモデルを使用し、プロデューサーは資金を調達する必要があった。
2013年のアメリカ合衆国の強制歳出削減措置により、公共放送社の予算が削減された。その後、CPBは、以前はワールドネットワークに向けて全国マイノリティ・コンソーシアム（National Minority Consortia）に割り当てられていた資金（750,000ドル）を使用した。

## 運用
このネットワークは、APTとNETAのメンバーである放送局で利用できる（以前は、PBSのナショナル・プログラム・サービスサブスクライバー及びPBS Plusメンバーが利用できた）。年間5,500ドルから32,000ドルまでの4つのレベルの加入料は、チャンネルのコストの50％しかカバーしない。放送局は、所属を維持するためにネットワークの放送日の半分を放送する必要がある。したがって、チャンネル容量が制限されている多くのメンバー局は、通常、クリエイトを使用してネットワークを50/50に分割して伝送する（両方のネットワークがループスケジュールを維持するため）。チャンネルは以前に利用可能だった権利とコンテンツを使用するため、コストは抑えられる。番組は、PBS、NETA、APT、ITVSインターナショナル（ITVS International）から提供されている。

## 番組
ワールドは、コアとなる3時間のドキュメンタリーブロックを1日4回放送し、他の番組は他の12時間に循環する。これにより、視聴者は週に4〜8回放送される可能性がある番組を見る機会が増える。

### 現在の番組
放送局は、地方自治体の公聴会やイベントなど、独自の番組を地方の裁量でサブチャンネルに配置することもできる。
2021年1月1日現在、現在の番組編成は次の通りである。
- AfroPoP:究極の文化交流（AfroPoP: The Ultimate Cultural Exchange）
- アメリカン・リフレームド（英語版）
- DWニュース（英語版）
- The Day
- NHK NEWSLINE
- Doc World
- ローカル、USA（Local, USA）
- 舞台からの物語（Stories from the Stage）

#### パブリック・スクエア番組ブロック[4]
- グローバル・ウォッチ[1]

## 系列
ワールドは次の放送局によって搬送される。
| チャンネル            | 放送局  | 都市                      | 州                   |
| --------------------- | ------- | ------------------------- | -------------------- |
| 10.4                  | WBIQ    | バーミングハム            | アラバマ州           |
| 41.4                  | WIIQ    | デモポリス                | アラバマ州           |
| 2.4                   | WDIQ    | ドジエ                    | アラバマ州           |
| 36.4                  | WFIQ    | フローレンス              | アラバマ州           |
| 25.4 コムキャスト 202 | WHIQ    | ハンツビル                | アラバマ州           |
| 43.4                  | WGIQ    | ルイスビル                | アラバマ州           |
| 42.4 コムキャスト 179 | WEIQ    | モービル                  | アラバマ州           |
| 26.4                  | WAIQ    | モンゴメリー              | アラバマ州           |
| 7.4                   | WCIQ    | チェハ山                  | アラバマ州           |
| 9.2                   | KUAC-TV | フェアバンクス            | アラスカ州           |
| 9.4                   | KETG    | アーカデルフィア          | アーカンソー州       |
| 12.4                  | KETZ    | エルドラド                | アーカンソー州       |
| 13.4                  | KAFT    | フェイエットビル          | アーカンソー州       |
| 19.4                  | KTEJ    | ジョーンズボロ            | アーカンソー州       |
| 2.4 コムキャスト 205  | KETS    | リトルロック              | アーカンソー州       |
| 6.4                   | KEMV    | マウンテンビュー          | アーカンソー州       |
| 8.3 コックス 88       | KAET    | フェニックス              | アリゾナ州           |
| 13.2 サドンリンク 136 | KEET    | ユーレカ                  | カリフォルニア州     |
| 18.4 コムキャスト 394 | KVPT    | フレズノ                  | カリフォルニア州     |
| 50.4                  | KOCE-TV | ハンティントンビーチ      | カリフォルニア州     |
| 9.3                   | KIXE-TV | レディング                | カリフォルニア州     |
| 6.3                   | KVIE    | サクラメント              | カリフォルニア州     |
| 15.2                  | KPBS    | サンディエゴ              | カリフォルニア州     |
| 9.3 コムキャスト 190  | KQED    | サンフランシスコ          | カリフォルニア州     |
| 25.3 コムキャスト 190 | KQET    | ワトソンビル              | カリフォルニア州     |
| 54.3 コムキャスト 190 | KQEH    | サンノゼ                  | カリフォルニア州     |
| 26.4                  | WETA    | ワシントンD.C.            | コロンビア特別区     |
| 30.2                  | WGCU    | フォートマイヤーズ        | フロリダ州           |
| 5.3                   | WUFT    | ゲインズビル              | フロリダ州           |
| 7.3                   | WJCT    | ジャクソンビル            | フロリダ州           |
| 24.5                  | WUCF-TV | オーランド                | フロリダ州           |
| 23.2                  | WSRE    | ペンサコーラ              | フロリダ州           |
| 3.3                   | WEDU    | タンパ                    | フロリダ州           |
| 42.2                  | WXEL-TV | ウェストパームビーチ      | フロリダ州           |
| 8.3                   | WGTV    | アセンズ/アトランタ       | ジョージア州         |
| 18.3                  | WNGH-TV | チャッツワース            | ジョージア州         |
| 29.3                  | WMUM-TV | コクラン                  | ジョージア州         |
| 28.3                  | WJSP-TV | コロンバス                | ジョージア州         |
| 25.3                  | WACS-TV | ドーソン                  | ジョージア州         |
| 14.3                  | WABW-TV | ペラム                    | ジョージア州         |
| 9.3                   | WVAN-TV | サバンナ                  | ジョージア州         |
| 8.3                   | WXGA-TV | ウェイクロス              | ジョージア州         |
| 20.3                  | WCES-TV | レンズ                    | ジョージア州         |
| 4.4                   | KAID    | ボイシ                    | アイダホ州           |
| 26.4                  | KCDT    | コー・ダリーン            | アイダホ州           |
| 12.4                  | KUID-TV | モスコー                  | アイダホ州           |
| 10.4                  | KISU-TV | ポカテッロ                | アイダホ州           |
| 13.4                  | KIPT    | ツインフォールズ          | アイダホ州           |
| 8.2                   | WSIU-TV | カーボンデール            | イリノイ州           |
| 11.5                  | WTTW    | シカゴ                    | イリノイ州           |
| 14.2                  | WSEC    | ジャクソンビル            | イリノイ州           |
| 22.2                  | WMEC    | マコーム                  | イリノイ州           |
| 19.2                  | WUSI-TV | オルニー                  | イリノイ州           |
| 47.3                  | WTVP    | ピオリア（保留中）        | イリノイ州           |
| 27.2                  | WQEC    | クインシー                | イリノイ州           |
| 12.3                  | WILL-TV | アーバナ                  | イリノイ州           |
| 30.2                  | WTIU    | ブルーミントン            | インディアナ州       |
| 3.3                   | KBIN-TV | カウンシルブラフス        | アイオワ州           |
| 36.3                  | KQIN    | ダベンポート              | アイオワ州           |
| 11.3                  | KDIN-TV | デモイン                  | アイオワ州           |
| 21.3                  | KTIN    | フォートドッジ            | アイオワ州           |
| 12.3                  | KIIN    | アイオワシティ            | アイオワ州           |
| 24.3                  | KYIN    | メーソンシティ            | アイオワ州           |
| 36.3                  | KHIN    | レッドオーク              | アイオワ州           |
| 27.3                  | KSIN-TV | スーシティ                | アイオワ州           |
| 32.3                  | KRIN    | ウォータールー            | アイオワ州           |
| 68.3                  | WKMJ-TV | ルイビル                  | ケンタッキー州       |
| 11.2                  | KTWU    | トピカ                    | カンザス州           |
| 12.2                  | WYES-TV | ニューオーリンズ          | ルイジアナ州         |
| 2.2                   | WGBH-TV | ボストン                  | マサチューセッツ州   |
| 57.2                  | WGBY-TV | スプリングフィールド      | マサチューセッツ州   |
| 10.3                  | WCBB    | オーガスタ                | メイン州             |
| 26.3                  | WMEA-TV | ビデフォード              | メイン州             |
| 13.3                  | WMED-TV | カレス                    | メイン州             |
| 12.3                  | WMEB-TV | オロノ                    | メイン州             |
| 10.3                  | WMEM-TV | プレスクアイル            | メイン州             |
| 56.4                  | WTVS    | デトロイト                | ミシガン州           |
| 23.2                  | WKAR-TV | イーストランシング        | ミシガン州           |
| 19.2                  | WDCQ-TV | セントラル・ミシガン東部  | ミシガン州           |
| 10.4                  | KWCM-TV | アップルトン              | ミネソタ州           |
| 16.2                  | KCGE-DT | クルックストン            | ミネソタ州           |
| 8.2                   | WDSE    | ダルース                  | ミネソタ州           |
| 31.2                  | WRPT    | ヒビング                  | ミネソタ州           |
| 20.4                  | KSMN    | ワージントン              | ミネソタ州           |
| 9.3                   | KETC    | セントルイス              | ミズーリ州           |
| 16.4                  | KBGS-TV | ビリングス                | モンタナ州           |
| 9.4                   | KUSM-TV | ボーズマン                | モンタナ州           |
| 45.2                  | K45CH-D | フォートペック            | モンタナ州           |
| 10.4                  | KUHM-TV | ヘレナ                    | モンタナ州           |
| 46.4                  | KUKL-TV | カリスペル                | モンタナ州           |
| 11.4                  | KUFM-TV | ミズーラ                  | モンタナ州           |
| 13.2                  | KTNE-TV | アライアンス              | ネブラスカ州         |
| 7.2                   | KMNE-TV | バゼット                  | ネブラスカ州         |
| 29.2                  | KHNE-TV | ヘイスティングズ          | ネブラスカ州         |
| 3.2                   | KLNE-TV | レキシントン              | ネブラスカ州         |
| 12.2                  | KUON-TV | リンカーン                | ネブラスカ州         |
| 12.2                  | KRNE-TV | メリマン                  | ネブラスカ州         |
| 19.2                  | KXNE-TV | ノーフォーク              | ネブラスカ州         |
| 9.2                   | KPNE-TV | ノースプラット            | ネブラスカ州         |
| 26.2                  | KYNE-TV | オマハ                    | ネブラスカ州         |
| 10.4                  | KLVX    | ラスベガス                | ネバダ州             |
| 11.3                  | WENH-TV | ダーラム                  | ニューハンプシャー州 |
| 9.1                   | KNMD-TV | アルバカーキ              | ニューメキシコ州     |
| 5.4                   | KNME-TV | アルバカーキ              | ニューメキシコ州     |
| 22.2                  | KRWG-TV | ラスクルーセス            | ニューメキシコ州     |
| 46.4                  | WSKG-TV | ビンガムトン              | ニューヨーク州       |
| 30.4                  | WSKA    | コーニング                | ニューヨーク州       |
| 21.3                  | WLIW    | ガーデンシティ            | ニューヨーク州       |
| 18.3                  | WNPI-DT | ノーウッド                | ニューヨーク州       |
| 21.2                  | WXXI-TV | ロチェスター              | ニューヨーク州       |
| 17.3                  | WMHT    | スケネクタディ            | ニューヨーク州       |
| 16.3                  | WPBS-TV | ウォータータウン          | ニューヨーク州       |
| 3.2                   | KBME-TV | ビスマーク                | ノースダコタ州       |
| 25.2                  | KMDE    | デビルズレイク            | ノースダコタ州       |
| 9.2                   | KDSE    | ディッキンソン            | ノースダコタ州       |
| 19.2                  | KJRE    | エレンデール              | ノースダコタ州       |
| 13.2                  | KFME    | ファーゴ                  | ノースダコタ州       |
| 6.2                   | KSRE    | マイノット                | ノースダコタ州       |
| 4.2                   | KWSE    | ウィリストン              | ノースダコタ州       |
| 44.3                  | WOUC-TV | ケンブリッジ              | オハイオ州           |
| 25.3                  | WVIZ    | クリーブランド            | オハイオ州           |
| 13.2                  | KETA-TV | オクラホマシティ          | オクラホマ州         |
| 3.2                   | KOET    | ユーフォーラ              | オクラホマ州         |
| 11.2                  | KOED-TV | タルサ                    | オクラホマ州         |
| 12.2                  | KOED-TV | シャイアン                | オクラホマ州         |
| 22.2                  | KFTS    | クラマスフォールズ        | オレゴン州           |
| 8.2                   | KSYS    | メドフォード              | オレゴン州           |
| 35.2                  | WPPT    | アレンタウン              | ペンシルベニア州     |
| 3.3                   | WPSU-TV | クリアフィールド          | ペンシルベニア州     |
| 54.3                  | WQLN    | エリー                    | ペンシルベニア州     |
| 13.3                  | WQED    | ピッツバーグ              | ペンシルベニア州     |
| 16.2                  | KDSD-TV | アバディーン              | サウスダコタ州       |
| 8.2                   | KESD-TV | ブルッキングス            | サウスダコタ州       |
| 13.2                  | KPSD-TV | イーグルビュート          | サウスダコタ州       |
| 11.2                  | KQSD-TV | ローリー                  | サウスダコタ州       |
| 8.2                   | KZSD-TV | マーティン                | サウスダコタ州       |
| 10.2                  | KTSD-TV | ピア                      | サウスダコタ州       |
| 9.2                   | KBHE-TV | ラピッドシティ            | サウスダコタ州       |
| 23.2                  | KCSD-TV | スーフォールズ            | サウスダコタ州       |
| 2.2                   | KUSD-TV | バーミリオン              | サウスダコタ州       |
| 22.2                  | WCTE    | クックビル                | テネシー州           |
| 18.3                  | KLRU    | オースティン              | テキサス州           |
| 13.4                  | KERA-TV | ダラス                    | テキサス州           |
| 8.4                   | KUHT    | ヒューストン              | テキサス州           |
| 9.2                   | KLRN    | サンアントニオ            | テキサス州           |
| 7.2                   | KUED    | ソルトレイクシティ        | ユタ州               |
| 18.2                  | KUEW    | セントジョージ            | ユタ州               |
| 41.3                  | WNVT    | シャーロッツビル          | バージニア州         |
| 15.2                  | WHRO-TV | ハンプトン - ノーフォーク | バージニア州         |
| 23.3                  | WNVT    | リッチモンド              | バージニア州         |
| 15.2                  | WBRA-TV | ロアノーク                | バージニア州         |
| 33.2                  | WETK    | バーリントン              | バーモント州         |
| 28.2                  | WVER    | ラトランド                | バーモント州         |
| 20.2                  | WVTB    | セントジョンズベリー      | バーモント州         |
| 41.2                  | WVTA    | ウィンザー                | バーモント州         |
| 9.4                   | KCTS-TV | シアトル                  | ワシントン州         |
| 7.2                   | KSPS-TV | スポケーン                | ワシントン州         |
| 10.2                  | WMVS    | ミルウォーキー            | ウィスコンシン州     |
| 9.2                   | WSWP-TV | グランドビュー            | ウェストバージニア州 |
| 33.2                  | WVPB-TV | ハンティントン            | ウェストバージニア州 |
| 24.2                  | WNPB-TV | モーガンタウン            | ウェストバージニア州 |